# Эльбузд (род)
Эльбузд или  Эльбуздук  — черкесские и кабардинские князья.
Эльбуздук Нартшао — старший князь Кабарды и всей Черкесии. Он был первым, среди кабардинских князей, кто был удостоен звания «Старший князь Кабарды и всей Черкесии». Родственник царья Михаила Федоровича и патриарха Филарет Никитича. Нартшао является старшим сыном Эльбузда, который является старшим сыном Биту. По Лобанову-Ростовскому Биту Темрюкович является сыном Темрюка Идарова. Темрюк Идаров — правнук родоначальника кабардинских и черкесских князей — Инала, который согласно легенде, бытовавшей в княжеско-дворянской среде адыгов, вернулся на Северный Кавказ из Египта. «Государь царь и Великий князь всеа Русии Михайло Федорович сее выписки слушав, пожаловал Нартшова — мурзу, велел ему дать княженье и свою государеву жаловальную грамоту за золотою печатью так же, как дана князю Пшемаху». Грамота датирована 27 апреля 1631 годом Пшимахо — старший брат Нартшао.
После революции 1917 года, приставку «эль» убрали и сейчас фамилия звучит «Бузд». Носители этой фамилии, в основном, живут в Кабардино-Балкарской Республике.